# بورتون إل. ماك
بورتون إل. ماك (بالإنجليزية: Burton L. Mack)‏ هو مُؤرِّخ أمريكي مُتخصص في علم اللاهوت ودراسات الكتاب المقدس، ولد في 1931.